# Kalipucung
Kalipucung is een bestuurslaag in het regentschap Blitar van de provincie Oost-Java, Indonesië. Kalipucung telt 6380 inwoners (volkstelling 2010).